# Casa al carrer Nou, 41 (Breda)
La Casa al carrer Nou, 41 és una obra de Breda (Selva) inclosa a l'Inventari del Patrimoni Arquitectònic de Catalunya.

## Descripció
Edifici entre mitgeres situat al nucli urbà de Breda, al Carrer Nou número 41, al costat de Ca l'Argemí (vegeu fitxa corresponent).
L'edifici, de planta baixa i pis, està cobert per una teulada de teula àrab.
A la planta baixa, hi ha la porta d'entrada, en arc escarser format per dovelles de pedres i carreus de pedra als brancals. Al costat esquerre de la porta, hi ha una finestra rectangular vertical amb ampit de rajols, i al costat esquerre d'aquesta, una porta en arc de llinda.
Al pis, sobre la porta d'entrada, hi ha una finestra rectangular vertical situada en el mateix eix d'obertura. A la dreta d'aquesta, hi ha una altra finestra d'iguals característiques però una mica més petita. Al costat esquerre hi ha una finestra rectangular vertical situada en el mateix eix d'obertura que la finestra de la planta baixa, amb la llinda i l'ampit de pedra.
Els murs són de maçoneria, i la façana ha estat arrebossada i pintada de color ocre.

## Història
L'edifici dataria del segle xvi, com molts altres del mateix carrer, i ha patit nombroses modificacions al llarg del temps.
El Carrer Nou té més de 450 anys però fins al 1608, quan apareix per primer cop el seu nom actual, era una part del Carrer Major.